# Epsom (Nouvelle-Zélande)
Pour les articles homonymes, voir Epsom.

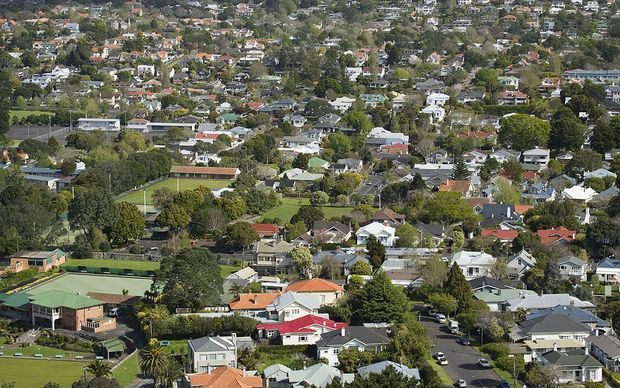
Vue aérienne.

Epsom est un faubourg d'Auckland, situé au pied du Mont Éden et à 5 km du centre-ville. Il tire son nom de la ville d'Epsom au Royaume-Uni.

## Histoire
À la fin du XIXe siècle, l'endroit était recouvert de pâturages et de domaines d'élevage de bétail avec de grandes fermes. Mais à partir des années 1890, des lotissements de villas de bois de style Tudor se sont construits, jusque dans les années 1930 avec des villas de style californien. Au début du XXe siècle, le Parc Alexandra s'organise avec un hippodrome réputé. Les grandes parcelles ont été divisées dans l'après-guerre. Aujourd'hui le quartier se caractérise par ses longues allées alignées d'arbres et ses maisons confortables. La population est surtout de cadres supérieurs. Il existe plusieurs établissements d'enseignement de qualité à Epsom.

## Alexandra Park
L'hippodrome d'Alexandra Park organise toujours de grands événements comme la Auckland Pacing Cup, le 31 décembre, ou la Rowe Cup, ainsi que des courses de trotteurs tous les vendredis soir à la lumière électrique. Un musée lui est adjoint, ainsi que le New Zealand Trotting Hall of Fame, depuis 1998.

## Parc des Expositions
Le parc des expositions en plein air présente de grandes expositions, comme le Auckland Easter Show qui autour de Pâques attire un grand nombre de visiteurs et d'exposants dans le domaine agricole, mais aussi des concerts en plein air, un carnaval, des  événements sportifs, etc.